# Cuculus poliocephalus
El cuco chico, cuco menor o cuclillo menor (Cuculus poliocephalus) es una especie de ave cuculiforme de la familia Cuculidae que vive en Asia y África.

## Distribución
El cuco chico es un migrador de largas distancias que cría en el este de Asia y el Himalaya y se desplaza hasta el este de África y Sri Lanka. Se puede encontrar en Asia en Bangladés, Bután, China, Hong Kong, el norte de la India, Japón, Corea del Norte, Corea del Sur, Laos, Birmania, Nepal, Pakistán, Rusia, Sri Lanka, Tailandia, Vietnam; y en África en: República Democrática del Congo, Kenia, Malaui, Seychelles, Somalia, Sudáfrica, Tanzania, Zambia, y Zimbabue. 

## Taxonomía
Fue descrito científicamente por el naturalista inglés John Latham en 1790. No se reconocen subespecies.